# باري توماس
باري توماس (بالإنجليزية: Barrie Thomas)‏ (19 مايو 1937 في المملكة المتحدة - ) هو لاعب كرة قدم بريطاني في مركز الهجوم. لعب مع سكونثورب يونايتد وليستر سيتي ونادي بارنسلي ونيوكاسل يونايتد ونادي مانسفيلد تاون.